# Trigonoderus fraxini
Trigonoderus fraxini är en stekelart som beskrevs av Yang 1996. Trigonoderus fraxini ingår i släktet Trigonoderus och familjen puppglanssteklar. Inga underarter finns listade i Catalogue of Life.